# Spiritual Beggars
Spiritual Beggars (с англ. — «Духовные нищие») — шведская стоунер-метал-группа из Хальмстада, основанная Майклом Эмоттом, известным по работе с Arch Enemy, Carcass и Carnage. Группа находится под сильным влиянием хард-рока 70-х и включает в свою музыку элементы психоделии.
Альбом Ad Astra 2000 года стал для них настоящим прорывом, поставив их на радары — и в афиши гастролей — всех, от Queens of the Stone Age до Iron Maiden.

## История
Гитарист Майкл Эмотт наиболее известен своей грувовой работой в дэт-метале (поздние Carcass, Arch Enemy), но Spiritual Beggars дали выход его ретро-хард-роковым импульсам и в процессе стали одним из самых тщательно хранимых секретов движения стоунер-метал. Эмотт сформировал группу в Хальмстаде, Швеция, вместе с басистом и вокалистом Спайсом и барабанщиком Людвигом Виттом (который также играл в стоунер-группе Firebird бывшего участника Carcass Билла Стира). Spiritual Beggars дебютировали с одноимённым альбомом в 1994 году, вскоре после ухода Эмотта из Carcass. Затем последовал контракт с Music for Nations, и Spiritual Beggars дебютировали на этом лейбле с альбомом Another Way to Shine 1996 года. Выпущенный в 1998 году альбом Mantra III включал клавишника Пера Виберга, который стал официальным участником на Ad Astra 2000 года. Два года спустя Spiritual Beggars выпустили альбом On Fire на Music for Nations. Spiritual Beggars продолжили исполнять классические рок-грувы в альбоме Demons 2005 года, но оказались не в состоянии активно гастролировать в поддержку альбома из-за обязательств участников в других группах. Состав группы претерпел изменения, когда вокалист Янне Кристофферссон решил уйти, чтобы сосредоточиться на своей другой группе Grand Magus. В 2010 году его заменил вокалист Firewind Аполло Папатанасио, и группа наконец смогла вернуться в студию после пятилетнего перерыва. Позже в том же году Spiritual Beggars выпустили свой седьмой альбом Return to Zero на лейбле Inside Out Music. Группа гастролировала по Японии, Европе и Северной Америке в поддержку альбома, а их выступление на японском фестивале Loud Park было задокументировано в концертном альбоме Return to Live: Loud Park 2010. Spiritual Beggars вернулись с новым сборником хард-рока в стиле 1970-х в альбоме Earth Blues 2013 года, а в 2016 году вышел амбициозный альбом Sunrise to Sundown.

## Дискография
Альбомы
- Spiritual Beggars (1994)
- Another Way to Shine (1996)
- Mantra III (1998)
- Ad Astra (2000)
- On Fire (2002)
- Demons (2005)
- Return to Zero (2010)
- Earth Blues (2013)
- Sunrise to Sundown (2016)

Синглы
- "Violet Karma" 10-inch (Purple Vinyl) (1998, Froghouse Records)
- "It's Over" split 7-inch with Grand Magus (2001, Southern Lord Records)

Концертные альбомы
- Live Fire! DVD (2005, SPV)
- Return to Live: Loud Park 2010 (2011, Trooper Entertainment)